# Lucina da Costa Gomez-Matheeuws
Lucina Elena da Costa Gomez-Matheeuws (5 tháng 4 năm 1929  – 7 tháng 1 năm 2017) là một chính trị gia người Antille thuộc Hà Lan thuộc Đảng Nhân dân Quốc gia (PNP). Bà từng là Thủ tướng của Antilles Hà Lan, một văn phòng mà chồng bà Moises Frumencio da Costa Gomez tổ chức trước đây, trong một thời gian ngắn vào năm 1977. Bà cũng là người phụ nữ đầu tiên giữ văn phòng. Trước đó, bà là Bộ trưởng Bộ Y tế và Môi trường, Phúc lợi, Thanh niên, Thể thao, Văn hóa và Giải trí (1970 – 1977).
Costa Gomez-Matheeuws qua đời vào ngày 7 tháng 1 năm 2017 ở tuổi 87.